# Nikolaus Burkhäuser
Nikolaus Burkhäuser (auch Burckhäuser; * 15. August 1733 in Fulda; † 22. Dezember 1809 in Würzburg) war ein deutscher Jesuitenpater, Philosoph und Hochschullehrer.

## Leben
Burkhäuser erhielt seine Ausbildung am Jesuitengymnasium Fulda und der Universität Fulda. Am 14. September 1750 trat er in den Jesuitenorden ein, 1762 erhielt er die Priesterweihe. 1765 ging er als Professor der Philosophie an die Bamberger Akademie, bevor er 1768 einen Lehrstuhl der Philosophie an der Universität Würzburg erhielt. Hier blieb er zwar nach der Auflösung des Jesuitenordens 1773 im Amt, verlor jedoch im Rahmen der Säkularisation seinen Lehrstuhl.
Burkhäuser zog sich nach seiner Pensionierung im Würzburger Bürgerspital zum Heiligen Geist zurück, in das er sich zuvor bereits eingekauft hatte. Dort konnte er trotz seiner sehr geringen Pension die letzten Lebensjahre verbringen. Er verstarb 1809 im Bürgerspital. Seine gedruckten Vorlesungen zur Philosophie sollen für die Entwicklung der Philosophie im katholischen Teil Deutschlands von Bedeutung gewesen sein.

## Werke (Auswahl)
- Theoria corporis naturalis principiis Boscovichii conformata, Nitribitt, Würzburg 1770.
- Institutiones logicae, Göbhardt, Würzburg 1771.
- Institutiones metaphysicae, 3 Bände, Göbhardt, Würzburg 1771–1774.
- De incolis et systemate mundi universi, 1774.